# بیگ لیک، آلاسکا
بیگ لیک (به انگلیسی: Big Lake) شهری در بخش ماتانوسکا-سوسیتنا ایالت آلاسکا است که جمعیت آن در سرشماری سال ۲۰۰۰ میلادی ۲۶۳۵ نفر بوده‌است.